# State Fair (Musical)
State Fair ist ein Bühnenmusical mit der Musik von Rodgers & Hammerstein auf Grundlage ihres gleichnamigen Films aus dem Jahr 1945. Schauplatz und titelgebend ist eine der typischen State Fairs – in den US-Bundesstaaten die jährlichen Landwirtschaftsschauen und -wettbewerbe, die im Laufe ihrer Geschichte mit immer mehr Buden, Fahrgeschäften, Pferderennen, Rodeos, Shows, Tanzveranstaltungen u. ä. den Charakter großer Volksfeste oder Jahrmärkte angenommen haben.

## Handlung

### I. Akt
Später August 1946. Die Farmer-Familie Frake – Vater Abel, Mutter Melissa und die beiden gerade erwachsenen Kinder Margy und Wayne – stehen kurz vor dem Besuch der State Fair in Des Moines, der Hauptstadt ihres Heimat-Bundesstaates Iowa. Abel belädt mit seinem Farmhelfer Gus den Wagen für die Fahrt, Melissa bereitet in der Küche Eingemachtes für die Teilnahme am Kochwettbewerb zu. Wayne bekommt Besuch von seiner Verlobten Eleanor. Sie ist am State College angenommen und hat bis zum Studienbeginn in zehn Tagen nun zu viel zu tun, um wie geplant zur State Fair mitzukommen. Wayne ist enttäuscht und fürchtet zudem, am College werde Eleanor ihm untreu werden.
Auch Margy empfindet nicht die kindliche Vorfreude auf den Jahrmarktsrummel wie früher. Sie ist erfüllt von unbestimmter Sehnsucht. Ihr Verlobter Harry erscheint, ein Technik-Nerd, der von seiner eigenen vollautomatisierten und rundum sterilen Farm träumt. Er spricht von ihrer beider Hochzeit, aber Margy reagiert ausweichend. Auf Harrys Drängen hin verspricht sie ihm eine Entscheidung nach ihrer Rückkehr aus Des Moines.
Melissa lässt Abel ihr Mincemeat probieren, eine traditionelle süße Pastetenfüllung aus Trockenobst. Da gehöre Schnaps dran, wie bei Oma, findet er. Melissa erklärt entrüstet, an ihr Mincemeat komme kein Alkohol! Heimlich mischt sie dann aber doch tüchtig Brandy unter – nicht wissend, dass auch Abel dies unbemerkt schon getan hat.
Dave Miller liefert Spezialfutter an für Abels Eber Blue Boy, mit dem Abel auch in diesem Jahr beim Zuchtwettbewerb gewinnen will. Hinter einer Hecke wird das Tier (das man nach Vorstellungen der Stückautoren nie leibhaftig auf der Bühne sehen, sondern in seiner Größe und Pracht nur imaginieren soll) in einer Staubwolke unter Rumpeln und Quieken in den Transporter geführt. Dave Miller als eingefleischter Pessimist teilt nicht Abels Erwartung eines für alle Frakes erquicklichen Ausflugs, sondern sagt Unheil voraus. Als Abel ihm widerspricht wetten beide Männer um fünf Dollar. Die Wette hängt als bedrohliches Omen über dem weiteren Verlauf der Handlung.
Auf der State Fair angekommen, macht sich Wayne gleich zur Budenstraße auf. Er hat das ganze letzte Jahr Ringewerfen geübt, nachdem er im Vorjahr an der Wurfbude übers Ohr gehauen worden war. In der Tat blamiert er nun mit seinen Fertigkeiten den Budenbesitzer und dessen wertlose Siegerpreise. Gegen die Drohungen des Budenbesitzers kommt Beistand aus der Schar der Schaulustigen: Eine elegante Frau bezeichnet sich als die Tochter des örtlichen Polizeichefs und erlaubt Wayne dann, sie ein Stück zu begleiten.
Margy wird auf dem Jahrmarkt ihrerseits von einem flotten Fremden angesprochen, dem Reporter Pat. Sie ist sogleich fasziniert. Er gibt den Zyniker, der schon alles gesehen hat, ist aber von Margys aufrechter Art angezogen. Im Open-Air-Pavillon, wo man sich jeden Abend unter den Sternen dem Tanz und der Romantik hingibt, treffen alle erneut zusammen. Wayne stellt fest, dass die Tochter des Polizeichefs in Wahrheit ein sommersprossiges Mädchen ist. Bei seiner Bekanntschaft vom Morgen aber handelt es sich um die Bandsängerin Emily Arden. Wayne und Emily gestehen einander ihre Zuneigung, beschließen aber: „Nichts Kompliziertes!“ Denn er muss in drei Tagen heim ins ländliche Brunswick, und sie will weiter nach New York, Karriere machen.
Am nächsten Tag bei den Haushaltswettbewerben sieht es zunächst so aus, als würde wie jedes Jahr Mrs. Edwin Metcalf aus Pottsville nicht nur bei Gewürz- und sauren Gurken, sondern auch beim Mincemeat den ersten Preis gewinnen. Doch als der Juryvorsitzende zu Melissas brandygetränkter Mixtur kommt, verschlingt er einen Löffelvoll nach dem anderen. Mit glasigen Augen und schwerer Zunge überreicht er Melissa schließlich nicht nur die Siegerschleife, sondern auch eine Plakette für besondere kulinarische Künste.

### II. Akt
Für Abel sieht es anderntags schlechter aus: Statt sich zum Wettkampf führen zu lassen, liegt Blue Boy kränklich in seinem Verschlag. Die anderen Züchter, die zuvor in Barbershop-Manier die Liebe zum Borstenvieh besungen und wie stolze Väter einander Fotos ihrer „lieben Kleinen“ gezeigt haben, kommen der Sache auf die Spur: Blue Boy vermisst Esmeralda, die Sau aus dem Gatter gegenüber. Kaum ist sie herbeigebracht, ist der Eber ganz der Alte und triumphiert prompt beim Wettkampf. Alle singen das Loblied ihres Bundesstaates Iowa und seiner Schöpfungen.
Pat läuft zwei Freundinnen von früher über den Weg, Vivian und Jeanne. Sie erkennen ihren alten Tunichtgut kaum wieder, doch Pat bleibt stolz und entschlossen: Er hat sich ernsthaft verliebt und will ein solider, treuer Mann an Margys Seite werden. Da ereilt ihn ganz plötzlich der seit Langem ersehnte Anruf der Chicago Tribune: ein journalistischer Auftrag, den er keinesfalls ablehnen darf. Ohne Margy Bescheid sagen zu können, muss Pat überstürzt abreisen. Verbittert, wartet Margy vergeblich beim verabredeten Rendezvous.
Für Wayne und Emily kommt der Moment des Abschieds. Sie erkennen, dass ihre Affäre doch ernster geworden ist, als gewollt. Doch Emily glaubt nicht daran, eine gute Ehefrau sein zu können. Auch wenn der Abschied sie selbst schmerzt, folgt sie ihrem Lebensplan, ein Engagement am Broadway zu ergattern. Wayne trinkt sich einen Katzenjammer an. Abel ahnt, was passiert ist, und tröstet seinen Sohn.
Daheim in Brunswick, frohlockt Dave Miller schon beim Anblick der offensichtlich getrübten Stimmung im Hause Frake. Doch schnell hat Wayne sich wieder mit Eleanor versöhnt, und plötzlich steht Pat vor der Tür und schließt Margy in seine Arme. Abel erhält von Dave Miller die fünf Dollar, welche gleich von Melissa einkassiert werden.

## Musiknummern

### I. Akt
- Ouvertüre – instrumental
- Opening: Our State Fair – Abel, Melissa, Wayne
- It Might as Well Be Spring – Margy
- Driving at Night / Our State Fair – Margy, Abel, Melissa, Wayne
- That’s for Me – Wayne
- More Than Just a Friend – Abel, Lem, Clay, Hank
- Isn’t It Kinda Fun? – Pat, Margy
- You Never Had It So Good – Emily, Die Fairtones
- It Might as Well Be Spring (Reprise) – Margy
- When I Go Out Walking with My Baby – Abel, Melissa
- So Far – Wayne, Emily
- Finale I. Akt: It’s a Grand Night for Singing – Company

### II. Akt
- Entr’acte – instrumental
- The Man I Used to Be – Pat, Vivian, Jeanne
- All I Owe Ioway – Company
- The Man I Used to Be (Reprise) – Pat
- Isn’t It Kinda Fun? (Reprise) – Margy
- That’s the Way It Happens – Emily, Die Fairtones
- Violet & Wayne’s Jitterbug – instrumental
- Boys and Girls Like You and Me – Abel, Melissa
- The Next Time It Happens – Margy
- Finale ultimo – instrumental
- Verbeugungsmusik – Company

## Hintergrund
State Fair wurde von Rodgers und Hammerstein 1945 als Kinofilm (dt. Jahrmarkt der Liebe) geschrieben, als musikalisches Remake eines Films von 1933, der wiederum auf dem gleichnamigen Roman von Phil Stong beruhte. Es folgten eine weitere Kinoversion 1962 (dt. Texas-Show, u. a. mit Pat Boone, Bobby Darin und Ann-Margret), für die Rodgers mehrere neue Nummern schrieb, und eine Fernsehverfilmung des Stoffes 1976, u. a. mit Vera Miles, die keine Musik von Rodgers & Hammerstein enthielt. Für die Bühne wurde State Fair erstmals 1969 an der Städtischen Oper von St. Louis adaptiert; für diese Produktion zeichneten Richard Rodgers, Oscar Hammersteins Sohn James sowie der Choreograph Tommy Tune verantwortlich. 1992 schließlich kreierten die Autoren Tom Briggs und Louis Mattioli eine neue Bühnenfassung, die nach verschiedenen Stationen 1995 die State Fair in Des Moines eröffnete und im Sommer des Folgejahres am Broadway herauskam. Dort brachte sie es auf acht Previews und 110 reguläre Vorstellungen. Im Londoner West End gelangte das Musical 2010 auf die Bühne. Im deutschsprachigen Raum wurde es bislang nicht inszeniert.
Nachdem der originale Musicalfilm, der 1945 unmittelbar nach Kriegsende in die Kinos kam, unbeschwerte Unterhaltung und ur-amerikanische familiäre Idylle bot, schufen die Autoren der 1996er Fassung ein facettenreicheres vollgültiges Broadwaystück. Die Handlung wird ins Jahr 1946 verschoben, der Weltkrieg ist präsent etwa mit der Erwähnung von Benzinbezugsmarken und vor allem in der Figur des Pat, der hier eine Vergangenheit als Kriegsreporter hat und durch Margy aus seiner Lethargie gerissen und gerettet wird. Margy ist eine typische Hammerstein-Heldin: eine junge Frau aus einfachen Verhältnissen, mädchenhaft, doch resolut und sich selbst treu. Die in die 1996er Stückfassung eingefügte Thematisierung zahlreicher Attraktionen wie Traktor-Pulling, Eiscreme-Kurbeln, Butterschnitzen oder Dampforgel illustrieren für ein Publikum von heute das typische Geschehen auf einem Jahrmarkt zu jener Zeit.

## Zur Musik
Für Margys „It Might as Well Be Spring“ erhielten die Autoren 1946 einen Oscar für den Besten Original-Filmsong. Aus dem Film stammen weiterhin die Gesangsnummern „Our State Fair“, „That’s for Me“, „Isn’t It Kinda Fun?“, „It’s a Grand Night for Singing“ und „All I Owe Ioway“. „That’s for Me“ ist im Film eine Shownummer Emilys, und „Isn’t It Kinda Fun?“ wird dort von Emily und Wayne statt von Margy und Pat gesungen.
In die Bühnenfassung von 1996 integrierten die Autoren weitere Songs von Rodgers & Hammerstein. So stammen „The Man I Used to Be“ und „The Next Time It Happens“ aus Pipe Dream, „So Far“ aus Allego, „That’s the Way It Happens“ aus Me and Juliet und „Boys and Girls Like You and Me“ aus Cinderella (ursprünglich entstanden für Oklahoma!, jedoch nicht in die Endfassung aufgenommen). Aus anderen Musicals gestrichene Nummern sind auch „You Never Had It So Good“ und „When I Go Out Walking with My Baby“ (ursprünglich entstanden für Me and Juliet bzw. Oklahoma!). „Driving at Night“ wurde auf Basis von unverwendetem Material aus Allegro (dort: „Two Short Years“) vom Co-Regisseur James Hammerstein bearbeitet; „More Than Just a Friend“ entstammt dem Film-Remake von 1962, von Richard Rodgers nach Hammersteins Tod komponiert und getextet.
Die Musik wurde von Bruce Pohomac für das Broadway-Musical 1996 neu orchestriert; Besetzung: Reed I (Flöte, Piccolo, Altsaxophon), Reed II (Oboe, Englischhorn, Altsaxophon), Reed III (Klarinette, Tenorsaxophon), Reed IV (Fagott, Bassklarinette, Tenorsaxophon), Horn I, II, Trompete I, II, III, Tuba, Drums, Percussion, Harfe, Keyboard (Klavier, Celesta, Honky-Tonk-Klavier, Dampforgel), Streicher (Soli mit elektronischer Verstärkung oder chorisch).

## Auszeichnungen
State Fair erhielt 1996 zwei Nominierungen für den Tony Award (Beste Originalpartitur sowie Scott Wise als Pat als Bester Nebendarsteller) und drei Nominierungen für den Drama Desk Award (Beste Nebendarsteller: Scott Wise als Pat, Ben Wright als Wayne, Donna McKechnie als Emily).

## Einspielung
Original Broadway Cast Recording 1996 bei DRG Records 94765 (CD), wiederveröffentlicht 2012 in der Sammelbox „Rodgers & Hammerstein – The Complete Broadway Musicals“ bei Masterworks Broadway (Sony), Nr. 88725-41696-2.